# Pasaribu
Pasaribu is een bestuurslaag in het regentschap Humbang Hasundutan van de provincie Noord-Sumatra, Indonesië. Pasaribu telt 3443 inwoners (volkstelling 2010).